# Elecciones federales de México de 1943
Las elecciones legislativas de México 1943 se llevaron a cabo el 15 de agosto de 1943 y en ellas se renovaron los siguientes cargos de elección a nivel federal:
- 147 diputados federales. Miembros de la cámara baja del Congreso de la Unión, electos para un periodo de tres años no reelegible en ningún caso.[1]

## Proceso electoral
El domingo se celebraron en México las elecciones y en ellas fueron elegidos a nivel federal 147 diputados. Se presume que las elecciones fueron en gran medida arregladas y que el boicot fue masivo, ya que solo 408.101 personas votaron en las elecciones.

## Resultados
El Partido de la Revolución Mexicana obtuvo  el 92.1% de los votos y la totalidad de los escaños contra el Partido Acción Nacional (PAN), que recibió solo el 5.3%. El restante del Partido Comunista Mexicano (PCM) 2.5% fue a parar a los candidatos no registrados.